# Tu vida es mi vida
Tu vida es mi vida es una telenovela mexicana producida por Angelli Nesma Medina para TelevisaUnivision, en el 2024. La telenovela está basada en la telenovela chilena de 2019 creada por Carlos Espinosa, Alexis Mardones y Guillermo García, Amar a morir; siendo adaptada por Juan Carlos Alcalá. Se estrenó tanto en México como en Estados Unidos para Las Estrellas y Univision —respectivamente— el 15 de enero de 2024.
Está protagonizada por Susana González y Valentino Lanús, junto con Elsa Ortiz, Pedro Moreno, Lisardo y Sofía Rivera Torres en los roles antagónicos.

## Trama
Paula (Susana González) se entera de que tiene una enfermedad terminal y que le quedan de 6 a 8 meses de vida. Se replantea su existencia y deja su trabajo de empresaria y se compra un camión restaurante para pasar el tiempo con sus tres hijos. A ellos se une Lorenzo (Juan Soler), el padre de Paula, que desconoce la enfermedad de su hija e insiste en que inicien su viaje en el pueblo donde tienen una casa de campo desde hace años. Allí conocerán a Pepe (Valentino Lanús), un hombre bueno y de sentimientos nobles que está a punto de divorciarse de Malena (Elsa Ortiz), una mujer egoísta que le engañó con Rafael (Pedro Moreno), el propio hermano de Pepe. Aunque su relación comienza con una nota poco cordial, Paula y Pepe no pueden evitar sentirse atraídos el uno por el otro y con una lista de tareas pendientes que cada uno tiene, descubren que son el uno para el otro.

## Reparto

### Principales
- Susana González como Paula Lugo Navarro
- Valentino Lanús como José «Pepe» Castillo Ibáñez
- Juan Soler como Lorenzo Lugo
- Lisardo como Rolando Molina
- Pedro Moreno como Rafael «Rafa» Castillo Ibáñez
- Elsa Ortiz como Malena García
- Verónica Merchant como Isabela Ibáñez Cuevas
- Roberto Mateos como Alejandro «Álex» Castillo
- Sofía Rivera Torres como Natalia Ferrer Martínez
- Pablo Valentín como Marcos Balam
- Surya MacGregor como Rosa Martínez Torres
- Romina Poza como Lucía Castillo García
- Sergio Madrigal como Emiliano Serrano Lugo
- Elena Pérez como Renata Longoria
- Karla Gaytán como Andrea Castillo Ibáñez
- Bruno Piza como Diego Serrano Lugo
- Pedro Baldo como Arturo Izquierdo
- Germán Martínez como Federico
- Camila Méndez como Susana «Susy» Serrano Lugo
- Rodrigo Ríos como Teo Castillo García
- Laura Flores como Gracia Martínez Torres

### Recurrentes e invitados especiales
- Margarita Magaña como Zaida Álvarez Luján
- Eduardo Liñán como el Dr. Jasso
- Julio Mannino como Rigoberto
- Lorena Álvarez como Teresa
- Marcos Montero como Germán
- Daniela Montero como Lucha

## Episodios
| N.º | Título                                             | Fecha de emisión en México | Fecha de emisión en Estados Unidos | Audiencia en MX (millones) | Audiencia en EU (millones) |
| --- | -------------------------------------------------- | -------------------------- | ---------------------------------- | -------------------------- | -------------------------- |
| 1   | «Te queda un año de vida, Paula»                   | 15 de enero de 2024        | 15 de enero de 2024                | 2.60                       | 1.32                       |
| 2   | «No te mueras, Paula»                              | 16 de enero de 2024        | 16 de enero de 2024                | 2.40                       | 1.34                       |
| 3   | «Te haré la vida de cuadritos, Paula»              | 17 de enero de 2024        | 17 de enero de 2024                | 2.50                       | 1.33                       |
| 4   | «Te quiero profundamente Paula»                    | 18 de enero de 2024        | 18 de enero de 2024                | 2.40                       | 1.27                       |
| 5   | «Ya no creo en ti, Malena»                         | 19 de enero de 2024        | 19 de enero de 2024                | 2.00                       | 1.15                       |
| 6   | «Pepe y Paula son amantes»                         | 22 de enero de 2024        | 22 de enero de 2024                | 2.20                       | 1.24                       |
| 7   | «Paula nos quiere robar a tu papá»                 | 23 de enero de 2024        | 23 de enero de 2024                | 2.30                       | 1.25                       |
| 8   | «¿Qué haces besando a Paula?»                      | 24 de enero de 2024        | 24 de enero de 2024                | 2.30                       | 1.32                       |
| 9   | «¿Te casarías conmigo, Rolando?»                   | 25 de enero de 2024        | 25 de enero de 2024                | 2.20                       | 1.19                       |
| 10  | «Ojalá te hubieras muerto, Paula»                  | 26 de enero de 2024        | 26 de enero de 2024                | 2.30                       | 1.17                       |
| 11  | «Paula se va para siempre»                         | 29 de enero de 2024        | 29 de enero de 2024                | 2.10                       | 1.16                       |
| 12  | «¿Estás embarazada, Malena?»                       | 30 de enero de 2024        | 30 de enero de 2024                | 2.20                       | 1.14                       |
| 13  | «Quiero que seas el padre del bebé, Pepe»          | 31 de enero de 2024        | 31 de enero de 2024                | 2.30                       | 1.36                       |
| 14  | «Rafael sí es tu hijo, Lorenzo»                    | 1 de febrero de 2024       | 1 de febrero de 2024               | 1.90                       | 1.18                       |
| 15  | «Los milagros existen, Paula»                      | 2 de febrero de 2024       | 2 de febrero de 2024               | 2.10                       | 1.08                       |
| 16  | «No puedo dejar de pensar en ti»                   | 5 de febrero de 2024       | 5 de febrero de 2024               | 2.10                       | 1.16                       |
| 17  | «Nunca es tarde para amar, Paula»                  | 6 de febrero de 2024       | 6 de febrero de 2024               | 2.00                       | 1.14                       |
| 18  | «Si te casas, me pierdes como hijo»                | 7 de febrero de 2024       | 7 de febrero de 2024               | 2.20                       | 1.29                       |
| 19  | «Quédate conmigo esta noche, Paula»                | 8 de febrero de 2024       | 8 de febrero de 2024               | —                          | 1.13                       |
| 20  | «No me voy a alejar de ti, Pepe»                   | 9 de febrero de 2024       | 9 de febrero de 2024               | —                          | 1.08                       |
| 21  | «¿Te acostaste con Pepe?»                          | 12 de febrero de 2024      | 12 de febrero de 2024              | —                          | 1.25                       |
| 22  | «No voy a casarme contigo, Rolando»                | 13 de febrero de 2024      | 13 de febrero de 2024              | —                          | 1.17                       |
| 23  | «Quiero que Rolando sea mi papá»                   | 14 de febrero de 2024      | 14 de febrero de 2024              | —                          | 1.12                       |
| 24  | «¿Tú y yo podríamos formar una familia?»           | 15 de febrero de 2024      | 15 de febrero de 2024              | —                          | 1.23                       |
| 25  | «El amor no puede estar en mi lista de pendientes» | 16 de febrero de 2024      | 16 de febrero de 2024              | —                          | 1.15                       |
| 26  | «Te voy a amar hasta el final, Pepe»               | 19 de febrero de 2024      | 19 de febrero de 2024              | —                          | 1.27                       |
| 27  | «Estás tentando al destino, Paula»                 | 20 de febrero de 2024      | 20 de febrero de 2024              | —                          | 1.28                       |
| 28  | «Necesito tu amor para vivir, Pepe»                | 21 de febrero de 2024      | 21 de febrero de 2024              | —                          | 1.07                       |
| 29  | «¡Me voy a robar a la novia!»                      | 22 de febrero de 2024      | 23 de febrero de 2024              | —                          | 1.16                       |
| 30  | «Los declaro marido y mujer»                       | 23 de febrero de 2024      | 26 de febrero de 2024              | —                          | 1.31                       |
| 31  | «Sí, yo soy el amante de Malena»                   | 26 de febrero de 2024      | 27 de febrero de 2024              | 2.37                       | 1.19                       |
| 32  | «Cuida tu vida, Emiliano»                          | 27 de febrero de 2024      | 28 de febrero de 2024              | 2.11                       | 1.17                       |
| 33  | «¿Cuánto tiempo de vida me quedará?»               | 28 de febrero de 2024      | 29 de febrero de 2024              | 2.01                       | 1.15                       |
| 34  | «Contigo, todo se vuelve mágico»                   | 29 de febrero de 2024      | 1 de marzo de 2024                 | 2.07                       | 1.06                       |
| 35  | «Ninguna mujer va a estar con Pepe»                | 1 de marzo de 2024         | 4 de marzo de 2024                 | 1.77                       | 1.14                       |
| 36  | «Para que seas un hombre libre, Pepe»              | 4 de marzo de 2024         | 5 de marzo de 2024                 | 2.06                       | 1.07                       |
| 37  | «Pepe es tu motor para vivir»                      | 5 de marzo de 2024         | 6 de marzo de 2024                 | 2.19                       | 1.05                       |
| 38  | «Anular mi matrimonio con Rolando»                 | 6 de marzo de 2024         | 7 de marzo de 2024                 | 2.07                       | 1.14                       |
| 39  | «¡Paula es mi mujer!»                              | 7 de marzo de 2024         | 8 de marzo de 2024                 | 2.25                       | 1.10                       |
| 40  | «¿Te lanzas conmigo?»                              | 8 de marzo de 2024         | 11 de marzo de 2024                | 1.91                       | 1.14                       |
| 41  | «Me voy a casar»                                   | 11 de marzo de 2024        | 12 de marzo de 2024                | 2.17                       | 0.95                       |
| 42  | «Tú eres mala mamá»                                | 12 de marzo de 2024        | 13 de marzo de 2024                | 2.05                       | 1.08                       |
| 43  | «No voy a ser tu amante»                           | 13 de marzo de 2024        | 14 de marzo de 2024                | 1.96                       | 1.14                       |
| 44  | «Estoy hecho pedazos por ti, Paula»                | 14 de marzo de 2024        | 15 de marzo de 2024                | 2.19                       | 1.14                       |
| 45  | «Para toda la vida»                                | 15 de marzo de 2024        | 18 de marzo de 2024                | 2.02                       | 1.07                       |
| 46  | «Siempre, la verdad es mejor»                      | 18 de marzo de 2024        | 19 de marzo de 2024                | 1.90                       | 1.10                       |
| 47  | «Necesito que seas fuerte»                         | 19 de marzo de 2024        | 20 de marzo de 2024                | 2.21                       | 1.04                       |
| 48  | «Son padre e hijo»                                 | 20 de marzo de 2024        | 22 de marzo de 2024                | 2.19                       | 0.98                       |
| 49  | «Entre la realidad y la fantasía»                  | 21 de marzo de 2024        | 25 de marzo de 2024                | —                          | 1.27                       |
| 50  | «¿Quieres ser mi novia?»                           | 22 de marzo de 2024        | 26 de marzo de 2024                | 2.19                       | 1.10                       |
| 51  | «Me está robando la vida»                          | 25 de marzo de 2024        | 27 de marzo de 2024                | 1.96                       | 1.23                       |
| 52  | «Aprendí a no necesitarte»                         | 26 de marzo de 2024        | 28 de marzo de 2024                | 1.98                       | 1.17                       |
| 53  | «Debí decírtelo antes»                             | 27 de marzo de 2024        | 1 de abril de 2024                 | 2.18                       | 1.04                       |
| 54  | «La importancia de la lealtad»                     | 28 de marzo de 2024        | 2 de abril de 2024                 | 1.90                       | 1.01                       |
| 55  | «Todo tiene una razón»                             | 29 de marzo de 2024        | 3 de abril de 2024                 | 1.53                       | 0.94                       |
| 56  | «Necesito que mi mamá me perdone»                  | 1 de abril de 2024         | 4 de abril de 2024                 | 2.25                       | 1.07                       |
| 57  | «Nunca fuiste digno de Paula»                      | 2 de abril de 2024         | 5 de abril de 2024                 | 2.25                       | 1.04                       |
| 58  | «Quiero que Pepe se sienta culpable»               | 3 de abril de 2024         | 8 de abril de 2024                 | 2.18                       | 0.99                       |
| 59  | «Mamá y papá de cinco»                             | 4 de abril de 2024         | 9 de abril de 2024                 | 1.94                       | 1.10                       |
| 60  | «Tutor provisional de todos tus bienes»            | 5 de abril de 2024         | 10 de abril de 2024                | 1.80                       | 0.91                       |
| 61  | «Te vas a arrepentir Rolando»                      | 8 de abril de 2024         | 11 de abril de 2024                | 1.88                       | 0.96                       |
| 62  | «Qué grandes están nuestros hijos, Paula»          | 9 de abril de 2024         | 12 de abril de 2024                | 1.90                       | 1.00                       |
| 63  | «No pierdas la esperanza»                          | 10 de abril de 2024        | 15 de abril de 2024                | 2.35                       | 1.06                       |
| 64  | «Estoy roto en pedazos por dentro»                 | 11 de abril de 2024        | 16 de abril de 2024                | 2.06                       | 1.08                       |
| 65  | «Cuando yo ya no esté»                             | 12 de abril de 2024        | 17 de abril de 2024                | 2.17                       | 0.98                       |
| 66  | «Yo no tengo toda la vida por delante»             | 15 de abril de 2024        | 18 de abril de 2024                | 2.14                       | 1.06                       |
| 67  | «Debería dejar ir a Pepe»                          | 16 de abril de 2024        | 19 de abril de 2024                | 2.16                       | 1.02                       |
| 68  | «No estás sola»                                    | 17 de abril de 2024        | 22 de abril de 2024                | 2.29                       | 1.04                       |
| 69  | «Ayúdame a irme en paz»                            | 18 de abril de 2024        | 23 de abril de 2024                | 2.06                       | 1.06                       |
| 70  | «¿A eso le llamas amor?»                           | 19 de abril de 2024        | 24 de abril de 2024                | 1.81                       | 0.93                       |
| 71  | «Nunca voy a soltarte»                             | 22 de abril de 2024        | 26 de abril de 2024                | 1.99                       | 1.10                       |
| 72  | «En todos mis planes estás tú»                     | 23 de abril de 2024        | 29 de abril de 2024                | 2.19                       | 1.00                       |
| 73  | «Germán te iba a dejar»                            | 24 de abril de 2024        | 30 de abril de 2024                | 2.00                       | 1.01                       |
| 74  | «¿En qué momento me enamoré de Alex?»              | 25 de abril de 2024        | 1 de mayo de 2024                  | 1.98                       | 0.94                       |
| 75  | «Los muertos no hablan»                            | 26 de abril de 2024        | 2 de mayo de 2024                  | 2.06                       | 1.00                       |
| 76  | «Tu tiempo con nosotros terminó»                   | 29 de abril de 2024        | 3 de mayo de 2024                  | 2.04                       | 0.86                       |
| 77  | «La gente no es lo que parece»                     | 30 de abril de 2024        | 6 de mayo de 2024                  | 2.13                       | 1.22                       |
| 78  | «Mi tiempo se está agotando»                       | 1 de mayo de 2024          | 7 de mayo de 2024                  | 1.86                       | 1.13                       |
| 79  | «Es momento de prepararse»                         | 2 de mayo de 2024          | 8 de mayo de 2024                  | 2.21                       | 1.05                       |
| 80  | «Rolando es como un tumor»                         | 3 de mayo de 2024          | 9 de mayo de 2024                  | 1.89                       | 1.05                       |
| 81  | «Te tengo que dejar»                               | 6 de mayo de 2024          | 10 de mayo de 2024                 | 2.27                       | 0.94                       |
| 82  | «Te tengo que dejar»                               | 7 de mayo de 2024          | 13 de mayo de 2024                 | 1.99                       | 0.94                       |
| 83  | «Está dispuesto a operar el tumor»                 | 8 de mayo de 2024          | 14 de mayo de 2024                 | 2.17                       | 1.11                       |
| 84  | «Pienso honrar esa promesa»                        | 9 de mayo de 2024          | 15 de mayo de 2024                 | 1.87                       | 1.04                       |
| 85  | «La pesadilla terminó»                             | 10 de mayo de 2024         | 17 de mayo de 2024                 | 1.85                       | 0.93                       |
| 86  | «Me gustas como segunda mamá»                      | 13 de mayo de 2024         | 20 de mayo de 2024                 | 2.28                       | 1.14                       |
| 87  | «Elegiste tenerme como enemigo»                    | 14 de mayo de 2024         | 21 de mayo de 2024                 | 1.97                       | 1.14                       |
| 88  | «Mi empresa puede ser tuya»                        | 15 de mayo de 2024         | 22 de mayo de 2024                 | 1.91                       | 1.25                       |
| 89  | «No tenemos un solo centavo»                       | 16 de mayo de 2024         | 24 de mayo de 2024                 | 2.33                       | 1.03                       |
| 90  | «¡Encontré el mejor papá!»                         | 17 de mayo de 2024         | 27 de mayo de 2024                 | 2.47                       | 1.19                       |

Nota
1. ↑  En México, este episodio se pre-estrenó el 12 de enero de 2024 a través de Vix, la página, app y redes sociales oficiales —incluido el canal de Youtube y cuenta oficial de Facebook— de Las Estrellas.

## Producción

### Desarrollo
En febrero de 2023, se anunció que Angelli Nesma Medina había iniciado la preproducción de su próxima telenovela. La producción de la telenovela comenzó con su rodaje el 26 de octubre de 2023, en una locación de la Ciudad de México.

### Selección de reparto
El 23 de agosto de 2023, se anunció a Susana González como la elegida para llevar a cabo el rol protagónico. En septiembre de 2023 se unieron al reparto Juan Soler, Elsa Ortiz y Sofía Rivera Torres. El 4 de octubre de 2023, se anunció que Valentino Lanús protagonizaría junto a González, siendo su regreso a la televisión.

## Audiencias
| Temporada | Horario (CT)                     | Episodios | Primera emisión     | Primera emisión      | Última emisión     | Última emisión       | Prom. de espectadores (millones) |
| Temporada | Horario (CT)                     | Episodios | Fecha               | Audiencia (millones) | Fecha              | Audiencia (millones) | Prom. de espectadores (millones) |
| --------- | -------------------------------- | --------- | ------------------- | -------------------- | ------------------ | -------------------- | -------------------------------- |
| 1         | Lunes a viernes 18:30 - 19:30 h. | 90        | 15 de enero de 2024 | 2.60                 | 17 de mayo de 2024 | 2.47                 | 2.1                              |

| Temporada | Horario (ET/CT)         | Episodios | Primera emisión     | Primera emisión      | Última emisión     | Última emisión       | Prom. de espectadores (millones) |
| Temporada | Horario (ET/CT)         | Episodios | Fecha               | Audiencia (millones) | Fecha              | Audiencia (millones) | Prom. de espectadores (millones) |
| --------- | ----------------------- | --------- | ------------------- | -------------------- | ------------------ | -------------------- | -------------------------------- |
| 1         | Lunes a viernes 8pm/7c. | 90        | 15 de enero de 2024 | 1.32                 | 27 de mayo de 2024 | 1.19                 | 1.11                             |